# Monti di Villa
Monti di Villa è una frazione del comune italiano di Bagni di Lucca, nella provincia di Lucca, in Toscana.
La frazione di Monti di Villa comprende i piccoli centri abitati di Bugnano, Lugnano e Riolo.

## Monumenti e luoghi d'interesse
- Chiesa dei Santi Maria e Donato, chiesa parrocchiale della frazione, è dedicata a santa Maria Assunta e a Donato vescovo.[5] La sua edificazione risale al 1593.[4][5] Ha subito ampliamenti e rifacimenti nel 1776.[4][5] Fino al 1832 la chiesa era intitolata solamente a Santa Maria, quando venne qui trasferito in titolo di San Donato proveniente dalla ex parrocchia di Bugnano.[4][5]
- Oratorio di Sant'Anna (1605)[6]
- Oratorio di San Nicola da Tolentino (1672), nella località di Riolo[7]